# 残疾人职业康复和就业公约
残疾人职业康复和就业公约（英語：Vocational Rehabilitation and Employment (Disabled Persons) Convention）是1983年6月20日第六十九国际劳工大会通过的一项公约，又称1983年残疾人职业康复和就业公约，是国际劳工组织第159号公约(C159)。公约于1985年6月20日生效。

## 内容
公约第二章列明了公约相关原则，规定缔约国应制定、实施并定期检查关于残疾人职业康复和就业的国家政策，该政策应致力于保证为各类残疾人提供适当的职业康复措施，以及增加残疾人在公开劳工市场中的就业机会，且该政策应基于机会平等的原则。
公约第三章列明了相关主管机关应采取的措施。

## 批准情形
截至目前，已有84个国家批准该公约。中国于1987年9月5日批准公约，公约于1988年2月2日对中国生效。